# Новы-Двур-Гданьский
Новы-Двур-Гданьский (пол. Nowy Dwór Gdański, нем. Tiegenhof) — город в Польше, входит в Поморское воеводство, Новодвурский повят. 
Город имеет статус городско-сельской гмины. Занимает площадь 5,06 км². Население — 10123 человека (на 2007 год).
Одно время Тигенхоф входил в состав города-государства Данциг. Город Тигенхоф находился в Восточной Пруссии и был освобождён от войск нацистской Германии Вооружёнными силами Союза ССР, позднее, в соответствии с решением Потсдамской конференции, вошёл в состав Польской Народной Республики. 

## Фотографии

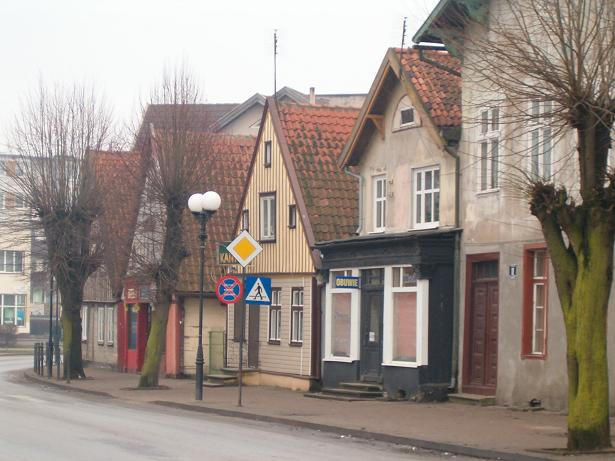
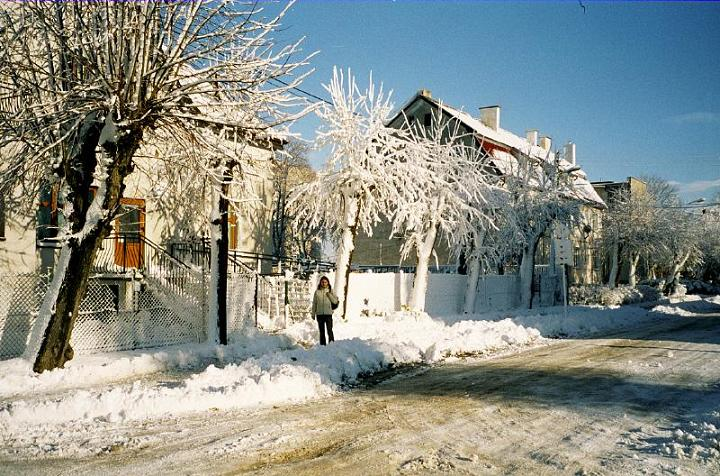
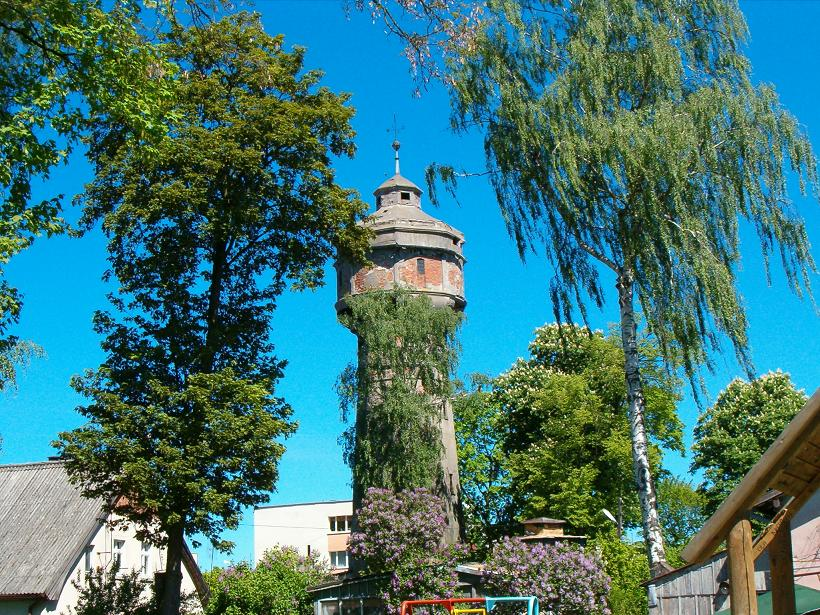
Башня

## Города-побратимы
- Хеннеф, Германия
- Светлый, Россия
- Велка-над-Величкой, Чехия